# 아르노 드욤
아르노 쉬추앵드욤(프랑스어: Arnaud Sutchuin-Djoum, 1989년 5월 2일 ~ )은 카메룬의 프로 축구 선수로 포지션은 미드필더이다. 그는 이전에 벨기에 클럽 브뤼셀과 안데를레흐트에서 로다 JC, 튀르키예에서 악히사르 벨레디예스포르, 폴란드에서 레흐 포즈난와 함께, 스코틀랜드에서 하트 오브 미들로디언과 던디 유나이티드, 사우디아라비아 클럽 알라에드와 키프로스에서 아폴론 리마솔로 뛰었다.

## 구단 경력
드욤은 2006-07 시즌에 브뤼셀에서 선수 생활을 시작하였다. 벨기에 클럽에서 12경기에 출전하여 1골을 기록하였다. 안데를레흐트로 이적하였지만 돌파구를 마련하는데 실패하였다. 2009년 1월에는 네덜란드의 로다 JC로 5년간 119경기에 출전하였다.
튀르키예에서 잠시 머물다가 2015년 초 폴란드 클럽 레흐 포즈난으로 이적했다.
드욤은 2015년 9월 하트 오브 미들로디언에 합류했다. 2015년 10월 라이벌 셀틱과의 경기에서 2-1로 근소한 차이로 패한 경기에서 클럽에서의 첫 골을 기록했다. 정착한 후 그는 빠르게 로비 닐슨의 팀에서 스타가 되었다.
2019년 7월 하트를 떠나 사우디아라비아의 알라에드로 이적했다.
2022년 10월 스코틀랜드 클럽에 복귀해 던디 유나이티드와 2년 계약을 맺었다. 스코티시 챔피언십으로 강등된 이후, 드욤은 2023년 6월 테러스를 떠났다.

## 국가대표팀 경력
드욤은 2016년 9월 감비아와의 아프리카 네이션스컵 예선 전에서 2-0으로 이긴 경기에서 카메룬 성인 국가대표팀 데뷔 전을 치르기 전까지 다양한 벨기에 청소년 국가대표로 활약했다. 2017년 2월 5일, 카메룬이 이집트를 2-1로 꺾고 2017년 아프리카 네이션스컵을 우승하는 데 90분을 소화했다.